# Jean-Claude Pelissolo
Jean-Claude Pelissolo, né le 11 octobre 1939 à Orléans (Loiret), est un ingénieur  français. 
Il est surtout connu pour avoir dirigé de 1974 à 1980 la direction des industries électroniques et de l'informatique du ministère de l'industrie en France, et avoir contribué à la création de la société CII-HB, devenue Bull .

## Biographie
Jean-Claude René Pelissolo est le fils d'un ingénieur. Après des études secondaires à Valenciennes, puis des classes préparatoires aux lycées Hoche et Sainte-Geneviève à Versailles, il entre à Polytechnique en 1958, dont il sort dans le corps des Télécommunications d'Armement. Il est ensuite élève à l'ENST.
D'abord affecté comme ingénieur militaire au Fort d'Issy-les-Moulineaux (1963-1967), il devient chef du bureau des entreprises d'armement (1967-1969). Remarqué par ses supérieurs en raison de ses idées claires, de son élocution brillante et de son goût pour les proverbes, il est affecté au cabinet de Michel Debré, ministre de la défense nationale (1969-1972). Il devient ensuite directeur du CAEPE Centre d'achèvement et d'essais des propulseurs et engins (1973-1974), où il montre à nouveau ses qualités d'organisateur.
Il reçoit alors la lourde tâche de la succession de Maurice Allègre, qui avait longtemps dirigé le Plan Calcul et qui avait négocié la création de la société UNIDATA, fusionnant les départements de fabrication d'ordinateurs de Philips (Philips Data Systems), de Siemens et la société CII. Toutefois, la fusion échoue à cause notamment de sa complexité et de la gourmandise excessive des trois interlocuteurs et de leurs tutelles ministérielles respectives. Le ministre de l'industrie, Michel d'Ornano, avait confié le dossier à son directeur adjoint de cabinet, Claude Kornblum, qui souhaitait favoriser une alliance de CII et de la SEMS (filiale informatique de Thomson) avec un constructeur d'ordinateurs d'outre Atlantique.
Pelissolo devient alors directeur des industries électroniques et de l'informatique au ministère de l'Industrie. Pendant 6 ans, ce sera le seul directeur du ministère (à part le directeur de cabinet du ministre) à jouir d'une délégation de signature illimitée pour tous les contrats concernant sa direction. Le budget contractuel, qui était de 300 millions de francs par an au moment de son arrivée, fait immédiatement un saut quantitatif à 2 milliards de francs par an. 
L'opération de création de CII-HB est négociée par Kornblum avec Honeywell, et fera l'objet d'un montant de subventions supérieur à 5 milliards de francs. Pelissolo devient rapidement le principal interlocuteur de Jean-Pierre Brulé, le PDG de CII-HB. Rapidement, ils conviennent que CII-HB aura une totale marge de manœuvre, et que l'État ne cherchera pas à peser sur sa politique industrielle. En revanche, CII-HB ne touchera pas de nouvelle subvention en plus de celles décidées dans le cadre des accords avec Honeywell.
En parallèle, Pelissolo négocie des contrats avec d'autres sociétés françaises d'informatique, notamment des fabricants de périphériques comme SAGEM, de tables traçantes (BENSON) ou de machines de bureau (LOGABAX), mais aussi avec des éditeurs de logiciels. Ces contrats, dits de croissance, procèdent de la même idée que la création de CII-HB : des subventions d'un montant non révisable, remboursables si l'industriel n'atteint pas certains objectifs. Parmi les objectifs figurent des augmentations de capital, des chiffres d'affaires sur 3 à 5 ans, des plans d'investissement, etc.
En 1978, Pelissolo reçoit aussi la direction de la Mission à l'Informatique (M.I.), organe de promotion de l'usage de l'informatique rattaché au Premier ministre. Pelissolo consacre par exemple 10 millions de francs de son budget à l'achat de 10 000 micro-ordinateurs destinés aux écoles.
Toutefois, les activités de la M.I. ont un caractère peu industriel et politiquement sensible, et Pelissolo préfère les externaliser du ministère de l'industrie en créant au 1er janvier 1980 un nouvel établissement public placé sous sa tutelle, l'Agence de l'informatique, qui fusionne la Mission à l'Informatique, le Bureau de Normalisation Informatique, et les Projets pilotes et l'aide à la recherche précédemment confiés à l'IRIA.
En 1979, la direction de Pelissolo reçoit aussi la tutelle du CNES et de l'industrie spatiale, que Pelissolo prend très au sérieux. Il rencontre souvent Yves Sillard et suit de près l'avancement de la fusée Ariane.
En 1980, Jean-Claude Pelissolo quitte l'administration pour tenter des aventures industrielles. Son successeur à la tête de la DIELI est Philippe Sahut d'Izarn. Pelissolo devient d'abord membre du directoire de CDF-Chimie (1980-1983), pour laquelle il s'occupe notamment des sociétés Ripolin et Duco (1982-1984). Il est ensuite directeur à la SODERN (1985-1986). Il préside la Compagnie des Signaux (CSEE) de 1987 à 1991. Philippe Lemoine, que Jean-Claude Pelissolo avait connu à la Mission à l'Informatique, et qui est alors coprésident des Galeries Lafayette, lui confie alors la division Lafayette Services (LaSer) (1993-1998), Télémarket, E-conseil, Cofinoga. Il assure aussi la présidence de l'association Edifrance (1994-1998). 
À partir de 2000, Jean-Claude Pelissolo abandonne la plupart de ses activités opérationnelles et se consacre au conseil. Il crée l'association X-Consult devenue ensuite X-Mines-Consult, qui rassemble de nombreux ingénieurs œuvrant dans le domaine du conseil. Il sert comme administrateur dans diverses associations amicales, comme l'AX.